# Pretender
Pretender är en låt framförd av Lillasyster i Melodifestivalen 2021. Låten som deltog i den första deltävlingen, gick vidare till andra chansen, vilket gjorde bandmedlemmarna förvånade då de trodde att de skulle få ett sämre resultat.
Väl i andra chansen åkte de ut i duell med Alvaro Estrella.
Låten är skriven av Ian-Paolo Lira, Isak Hallén, Jacob Redtzer, Martin Westerstrand och Palle Hammarlund.